# دانش (مجله علمی)
دانش عنوان هفت مجله به زبان فارسی است که اولین آن‌ها در سال ۱۸۸۲ منتشر. این مجله علمی دو هفته‌ای اولین مجله از این مجموعه بود که توسط دانشگاه دارالفنون در تهران منتشر شد.
به دستور وزیر علوم، علی‌قلی مخبرالدوله، که در دوره ناصرالدین شاه (۱۲۶۴–۱۳۱۳ / ۱۸۴۸–۹۶) کار می‌کرد، در کل ۱۴ شماره از این مجله منتشر شد.
دانش اولین مجله رایگان در ایران بود که تبلیغات رایگان نیز می‌پذیرفت. احتمالاً این مجله با هدف جبران بسته شدن مجله مشهور علمی روزنامهٔ علمی چاپ شد. سردبیر آن محمدکاظم، استاد علوم در دانشگاه دارالفنون بود که در اروپا تحصیل کرده بود. علاوه بر کاظم، استادان دیگری نیز مقالاتی در مورد مباحث علمی و پزشکی و نظرات خودشان را در این مجله منتشر می‌کردند. علاوه بر این، این مجله به عنوان سخنگوی وزارت علوم به‌شمار می‌آمد.